# 미타지리촌
미타지리촌(三田尻村)은 야마구치현 사바군에 있던 촌이다. 현재의 호후시에 해당한다.

## 역사
- 1889년 4월 1일 - 정촌제 시행에 의해 4촌의 구역을 가지고 성립하였다.
- 1902년 1월 1일 - 사바촌과 합병해 호후정이 성립, 동일 미타지리촌은 폐지되었다.

## 교통

### 철도
- 철도성
  - 산요본선

## 참고문헌
- 角川日本地名大辞典 35 山口県